# يوشياكي فوغيوارا
يوشياكي فوغيوارا (باليابانية: 藤原喜明؛ بالكانا: ふじわら よしあき) هو مؤدي صوت وممثل ياباني، ولد في 27 أبريل 1949.

## وصلات خارجية
- يوشياكي فوغيوارا على موقع CageMatch worker (الإنجليزية)
- يوشياكي فوغيوارا على موقع قاعدة بيانات المصارعة على الإنترنت (الإنجليزية)

- يوشياكي فوغيوارا على موقع IMDb (الإنجليزية)
- يوشياكي فوغيوارا على موقع قاعدة بيانات الفيلم (الإنجليزية)